# Puchar Świata w Zapasach 2020

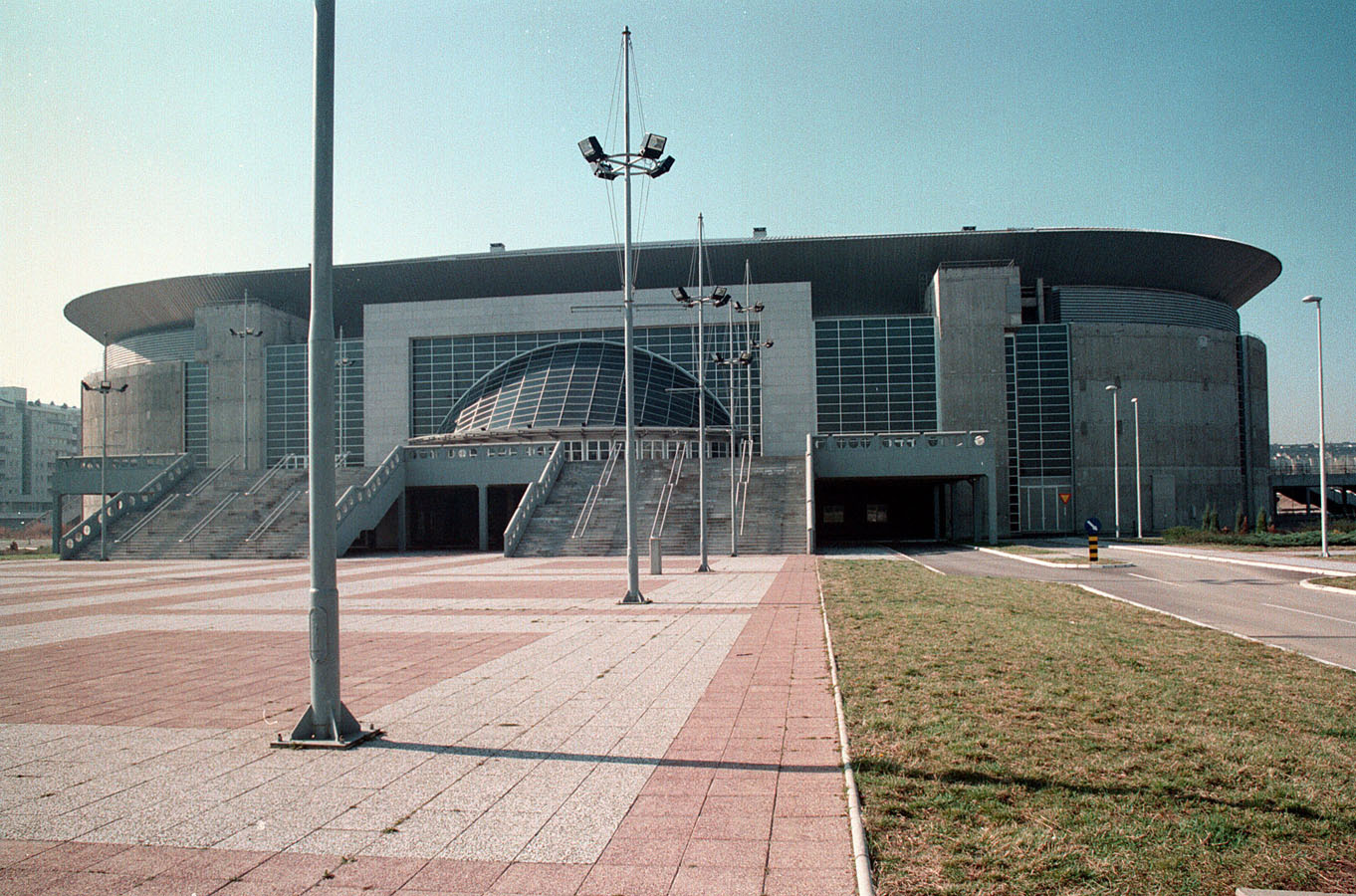
Arena

Zawody Puchar Świata w Zapasach 2020 roku odbyły się w dniach 12 – 18 grudnia w Belgradzie w Serbii, w Štark Arena. Turniej był rozgrywany zamiast mistrzostw świata, w trakcie pandemii COVID-19. W zawodach wzięło udział 51 federacji. Nie startowało wiele krajów, w tym Stany Zjednoczone, Kuba, Japonia, Kazachstan, Gruzja. W odróżnieniu od poprzednich edycji Pucharu, były to zawody tylko indywidualne.

## Klasyfikacja medalowa
Gospodarz zawodów został zaznaczony kolorem.
| Miejsce | Kraj        | Złoto | Srebro | Brąz | Razem |
| 1       | Rosja       | 17    | 2      | 5    | 24    |
| 2       | Kirgistan   | 3     | 0      | 5    | 8     |
| 3       | Białoruś    | 2     | 1      | 7    | 10    |
| 4       | Węgry       | 1     | 4      | 0    | 5     |
| 5       | Polska      | 1     | 3      | 3    | 7     |
| 6       | Mołdawia    | 1     | 3      | 2    | 6     |
| 7       | Armenia     | 1     | 2      | 2    | 5     |
| 8       | Ukraina     | 1     | 1      | 9    | 11    |
| 9       | Niemcy      | 1     | 1      | 2    | 4     |
| 10      | Bułgaria    | 1     | 0      | 4    | 5     |
| 11      | Grecja      | 1     | 0      | 0    | 1     |
| 12      | Turcja      | 0     | 7      | 6    | 13    |
| 13      | Azerbejdżan | 0     | 2      | 4    | 6     |
| 14      | Czechy      | 0     | 1      | 1    | 2     |
| 15      | Indie       | 0     | 1      | 0    | 1     |
| .       | Włochy      | 0     | 1      | 0    | 1     |
| .       | Łotwa       | 0     | 1      | 0    | 1     |
| 18      | Serbia      | 0     | 0      | 3    | 3     |
| 19      | Iran        | 0     | 0      | 2    | 2     |
| .       | Słowacja    | 0     | 0      | 2    | 2     |
| 20      | Algieria    | 0     | 0      | 1    | 1     |
| .       | Argentyna   | 0     | 0      | 1    | 1     |
| .       | Szwajcaria  | 0     | 0      | 1    | 1     |
| Razem   | Razem       | 30    | 30     | 60   | 120   |

## Rezultaty

### Mężczyźni

#### Styl klasyczny
| 55 kg (klasyfikacja) | 55 kg (klasyfikacja) | 55 kg (klasyfikacja) |
| Poz.                 | Zawodnik             | Reprezentacja        |
| -------------------- | -------------------- | -------------------- |
| 5                    | Artium Deleanu       | Mołdawia             |
| 5                    | Bałbaj Dordokow      | Kirgistan            |
| 7                    | Arjun Halakurki      | Indie                |
| 8                    | Cristian Vagiunic    | Rumunia              |
| 9                    | Nedjałko Petrow      | Bułgaria             |
| 10                   | Władysław Kuźko      | Ukraina              |
| 11                   | Sebastian Kolompar   | Serbia               |
| 12                   | Rudik Mykyrtczian    | Armenia              |

| 60 kg (klasyfikacja) | 60 kg (klasyfikacja)      | 60 kg (klasyfikacja) |
| Poz.                 | Zawodnik                  | Reprezentacja        |
| -------------------- | ------------------------- | -------------------- |
| 5                    | Ahmet Uyar                | Turcja               |
| 5                    | Krisztián Kecskeméti      | Węgry                |
| 7                    | Gyanender                 | Indie                |
| 8                    | Abdennour Laouni          | Algieria             |
| 9                    | Victor Ciobanu            | Mołdawia             |
| 10                   | Jacopo Sandron            | Włochy               |
| 11                   | Abere Fetene              | Izrael               |
| 12                   | Răzvan Arnăut             | Rumunia              |
| 13                   | Joao Benavides            | Peru                 |
| 14                   | Fu’ad Fadżdżari           | Maroko               |
| 15                   | Wiktor Petryk             | Ukraina              |
| 16                   | Helary Mägisalu           | Estonia              |
| 17                   | Armen Melikian            | Armenia              |
| 18                   | Nihat Məmmədli            | Azerbejdżan          |
| 19                   | Tsvetan Metodiev Sirashki | Bułgaria             |

| 63 kg (klasyfikacja) | 63 kg (klasyfikacja) | 63 kg (klasyfikacja) |
| Poz.                 | Zawodnik             | Reprezentacja        |
| -------------------- | -------------------- | -------------------- |
| 5                    | Abdeldjebar Djebbari | Algieria             |
| 5                    | Taleh Məmmədov       | Azerbejdżan          |
| 7                    | Perica Dimitrijević  | Serbia               |
| 8                    | Gework Gharibian     | Armenia              |
| 9                    | Mateusz Szewczuk     | Polska               |
| 10                   | Mihai Mihuț          | Rumunia              |
| 11                   | Abdurrahman Altan    | Turcja               |
| 12                   | Ołeksij Masyk        | Ukraina              |
| 13                   | Nikalas Sulev        | Bułgaria             |
| 14                   | Mohammad Al-Ajmi     | Kuwejt               |

| 67 kg (klasyfikacja) | 67 kg (klasyfikacja) | 67 kg (klasyfikacja) |
| Poz.                 | Zawodnik             | Reprezentacja        |
| -------------------- | -------------------- | -------------------- |
| 5                    | Chałmurat Ibragimow  | Kirgistan            |
| 5                    | Artur Politajew      | Ukraina              |
| 7                    | Nilton Soto          | Peru                 |
| 8                    | Davor Štefanek       | Serbia               |
| 9                    | Ashu                 | Indie                |
| 10                   | Donior Islamov       | Mołdawia             |
| 11                   | Gagik Snjoyan        | Francja              |
| 12                   | Atakan Yüksel        | Turcja               |
| 13                   | Krisztian Vancza     | Węgry                |
| 14                   | Konstantin Stas      | Bułgaria             |
| 15                   | Ruben Marvice        | Włochy               |
| 16                   | Cristóbal Torres     | Chile                |
| 17                   | Alex Pineda          | Panama               |
| 18                   | Witalis Lazovski     | Niemcy               |

| 72 kg (klasyfikacja) | 72 kg (klasyfikacja)  | 72 kg (klasyfikacja) |
| Poz.                 | Zawodnik              | Reprezentacja        |
| -------------------- | --------------------- | -------------------- |
| 5                    | Ajk Mnacakanian       | Bułgaria             |
| 5                    | Valentin Petic        | Mołdawia             |
| 7                    | Idris Ibaev           | Niemcy               |
| 8                    | Maksym Jewtuszenko    | Ukraina              |
| 9                    | Ibrahim Ghanim        | Francja              |
| 10                   | Narek Oganian         | Rosja                |
| 11                   | Leoš Drmola           | Słowacja             |
| 12                   | Ülvi Qənizadə         | Azerbejdżan          |
| 13                   | Aleksandar Maksimović | Serbia               |
| 14                   | Andreas Vetsch        | Szwajcaria           |
| 15                   | Luka Malobabic        | Chorwacja            |

| 77 kg (klasyfikacja) | 77 kg (klasyfikacja) | 77 kg (klasyfikacja) |
| Poz.                 | Zawodnik             | Reprezentacja        |
| -------------------- | -------------------- | -------------------- |
| 5                    | Yasaf Zeinalov       | Ukraina              |
| 5                    | Karapet Czalian      | Armenia              |
| 7                    | Pascal Eisele        | Niemcy               |
| 8                    | Pawieł Lach          | Białoruś             |
| 9                    | Denis Horváth        | Słowacja             |
| 10                   | Matteo Maffezzoli    | Włochy               |
| 11                   | Akdżoł Machmudow     | Kirgistan            |
| 12                   | Furkan Bayrak        | Turcja               |
| 13                   | Abdelkrim Ouakali    | Algieria             |
| 14                   | Johnny Bur           | Francja              |
| 15                   | Jakub Bielesz        | Czechy               |
| 16                   | Rosian Dermanski     | Bułgaria             |
| 17                   | Ilie Cojocari        | Rumunia              |
| 18                   | Iwan Nylypiuk        | Polska               |
| 19                   | Roman Zhernovetski   | Izrael               |
| 20                   | Sajan Bhanwal        | Indie                |
| 21                   | Sənan Süleymanov     | Azerbejdżan          |
| 22                   | Jeorjos Prewolarakis | Grecja               |

| 82 kg (klasyfikacja) | 82 kg (klasyfikacja) | 82 kg (klasyfikacja) |
| Poz.                 | Zawodnik             | Reprezentacja        |
| -------------------- | -------------------- | -------------------- |
| 5                    | Mihail Bradu         | Mołdawia             |
| 5                    | Oldřich Varga        | Czechy               |
| 7                    | George Mariea        | Rumunia              |
| 8                    | Ranet Kaljola        | Estonia              |
| 9                    | Danieł Aleksandrow   | Bułgaria             |
| 10                   | Jarosław Filczakow   | Ukraina              |
| 11                   | Kajratbek Tügölbajew | Kirgistan            |
| 12                   | Tamás Lévai          | Węgry                |
| 13                   | Chawki Doulache      | Algieria             |
| 14                   | Ruben Gharibyan      | Armenia              |
| 15                   | Igor Petrishin       | Izrael               |
| 16                   | Filip Šačić          | Chorwacja            |
| 17                   | Alvis Almendra       | Panama               |

| 87 kg (klasyfikacja) | 87 kg (klasyfikacja) | 87 kg (klasyfikacja) |
| Poz.                 | Zawodnik             | Reprezentacja        |
| -------------------- | -------------------- | -------------------- |
| 5                    | Fabio Parisi         | Włochy               |
| 5                    | Hosejn Nuri          | Iran                 |
| 7                    | István Takács        | Węgry                |
| 8                    | Bachir Sidazara      | Algieria             |
| 9                    | Yoan Dimitrov        | Bułgaria             |
| 10                   | Doğan Göktaş         | Turcja               |
| 11                   | Ilias Pangalidis     | Grecja               |
| 12                   | Artur Szahinian      | Armenia              |
| 13                   | Atabek Azisbekow     | Kirgistan            |
| 14                   | İslam Abbasov        | Azerbejdżan          |
| 15                   | Szymon Szymonowicz   | Polska               |
| 16                   | Sunil Kumar          | Indie                |

| 97 kg (klasyfikacja) | 97 kg (klasyfikacja)  | 97 kg (klasyfikacja) |
| Poz.                 | Zawodnik              | Reprezentacja        |
| -------------------- | --------------------- | -------------------- |
| 5                    | Üzür Dżuzupbekow      | Kirgistan            |
| 5                    | Kirił Miłow           | Bułgaria             |
| 7                    | Artur Aleksanian      | Armenia              |
| 8                    | Mélonin Noumonvi      | Francja              |
| 9                    | Nikoloz Kachelaszwili | Włochy               |
| 10                   | Alaksandr Hrabowik    | Białoruś             |
| 11                   | Hardeep Singh         | Indie                |
| 12                   | Micheil Kadżaia       | Serbia               |
| 13                   | Michalis Josifidis    | Grecja               |
| 14                   | Władłen Kozluk        | Ukraina              |
| 15                   | Adam Budżamalin       | Algieria             |
| 16                   | Süleyman Demirci      | Turcja               |

| 130 kg (klasyfikacja) | 130 kg (klasyfikacja) | 130 kg (klasyfikacja) |
| Poz.                  | Zawodnik              | Reprezentacja         |
| --------------------- | --------------------- | --------------------- |
| 5                     | Dawit Owasapian       | Armenia               |
| 5                     | Rafał Krajewski       | Polska                |
| 7                     | Yasmani Acosta        | Chile                 |
| 8                     | Eduard Popp           | Niemcy                |
| 9                     | Hamza Haloui          | Algieria              |
| 10                    | Nikolaos Ntounias     | Grecja                |
| 11                    | Štěpán David          | Czechy                |
| 12                    | Boban Živanović       | Serbia                |
| 13                    | Alin Alexuc-Ciurariu  | Rumunia               |
| 14                    | Naveen Kumar          | Indie                 |

#### Styl wolny
| 57 kg (klasyfikacja) | 57 kg (klasyfikacja)     | 57 kg (klasyfikacja) |
| Poz.                 | Zawodnik                 | Reprezentacja        |
| -------------------- | ------------------------ | -------------------- |
| 5                    | Władisław Andriejew      | Białoruś             |
| 5                    | Stevan Mićić             | Serbia               |
| 7                    | Bekbołot Myrzanazar uułu | Kirgistan            |
| 8                    | Gamzatgadzsi Halidov     | Węgry                |
| 9                    | Diamantino Iuna Fafé     | Gwinea Bissau        |
| 10                   | Niklas Stechele          | Niemcy               |
| 11                   | Giwi Dawidowi            | Włochy               |
| 12                   | Răzvan Kovacs            | Rumunia              |
| 13                   | Mikjaj Naim              | Bułgaria             |
| 14                   | Minir Redjepi            | Macedonia Północna   |
| 15                   | Levan Metreveli          | Hiszpania            |
| 16                   | Isłam Bazarganow         | Azerbejdżan          |
| 17                   | Adam Biboulatov          | Francja              |
| 18                   | Ravi Kumar               | Indie                |
| 19                   | Szakir Ansari            | Maroko               |
| 20                   | Abdelhak Kherbache       | Algieria             |
| 21                   | Şaban Kızıltaş           | Turcja               |
| 22                   | Richard García Andrade   | Panama               |
| 23                   | Anatolie Buruian         | Mołdawia             |

| 61 kg (klasyfikacja) | 61 kg (klasyfikacja)  | 61 kg (klasyfikacja) |
| Poz.                 | Zawodnik              | Reprezentacja        |
| -------------------- | --------------------- | -------------------- |
| 5                    | Razmik Papikyan       | Armenia              |
| 5                    | Muhamad Ikromov       | Tadżykistan          |
| 7                    | Ivan Guidea           | Rumunia              |
| 8                    | Rahul Aware           | Indie                |
| 9                    | Ayub Musaev           | Belgia               |
| 10                   | Nico Megerle          | Niemcy               |
| 11                   | Arman Eloyan          | Francja              |
| 12                   | Volodymyr Burukov     | Ukraina              |
| 13                   | Eduard Grigorjew      | Polska               |
| 14                   | Abdelghani Benatallah | Algieria             |
| 15                   | Nino Leutert          | Szwajcaria           |
| 16                   | Recep Topal           | Turcja               |
| 17                   | Ułukbek Dżołdoszbekow | Kirgistan            |
| 18                   | Richárd Vilhelm       | Węgry                |
| 19                   | Leomid Colesnic       | Mołdawia             |

| 65 kg (klasyfikacja) | 65 kg (klasyfikacja) | 65 kg (klasyfikacja) |
| Poz.                 | Zawodnik             | Reprezentacja        |
| -------------------- | -------------------- | -------------------- |
| 5                    | Ilman Mukhtarov      | Francja              |
| 5                    | Nicolai Grahmez      | Mołdawia             |
| 7                    | Nikołaj Ochłopkow    | Rumunia              |
| 8                    | Niurgun Skriabin     | Białoruś             |
| 9                    | Ernazar Akmatalijew  | Kirgistan            |
| 10                   | Mbunde Cumba Mbali   | Gwinea Bissau        |
| 11                   | Ahmet Duman          | Turcja               |
| 12                   | Haji Mohamad Ali     | Bahrajn              |
| 13                   | Władimir Dubow       | Bułgaria             |
| 14                   | Juan Pablo González  | Hiszpania            |
| 15                   | Gadżymurad Raszydow  | Rosja                |
| 16                   | Krzysztof Bieńkowski | Polska               |
| 17                   | Abdellatif Mansour   | Włochy               |
| 18                   | Sixto Aucapiña       | Peru                 |

| 70 kg (klasyfikacja) | 70 kg (klasyfikacja)    | 70 kg (klasyfikacja) |
| Poz.                 | Zawodnik                | Reprezentacja        |
| -------------------- | ----------------------- | -------------------- |
| 5                    | Gitinomagomed Gadzhiyev | Azerbejdżan          |
| 5                    | Chermen Valiev          | Rosja                |
| 7                    | Dániel Antal            | Węgry                |
| 8                    | Naveen                  | Indie                |
| 9                    | Ihor Nykyforuk          | Ukraina              |
| 10                   | Shamil Ustaev           | Niemcy               |
| 11                   | Valentin Borzin         | Mołdawia             |
| 12                   | Mustafo Achmedow        | Tadżykistan          |
| 13                   | George Bucur            | Rumunia              |
| 14                   | Dzianis Salavei         | Białoruś             |
| 15                   | Nicolae Cojocaru        | Wielka Brytania      |
| 16                   | Mohammad Abdelkareem    | Kuwejt               |
| 17                   | Daniel Chomanič         | Słowacja             |

| 74 kg (klasyfikacja) | 74 kg (klasyfikacja)   | 74 kg (klasyfikacja) |
| Poz.                 | Zawodnik               | Reprezentacja        |
| -------------------- | ---------------------- | -------------------- |
| 5                    | Murad Kuramagomiedow   | Węgry                |
| 5                    | Azamat Nurikow         | Białoruś             |
| 7                    | Ali-Pasha Umarpashaev  | Bułgaria             |
| 8                    | Hrajr Alichanian       | Armenia              |
| 9                    | Marc Dietsche          | Szwajcaria           |
| 10                   | Maxim Vasilioglo       | Rumunia              |
| 11                   | Osman Cakici           | Niemcy               |
| 12                   | Sajakbaj Usupow        | Kirgistan            |
| 13                   | Narsingh Pancham Yadav | Indie                |
| 14                   | Aimar Andruse          | Estonia              |
| 15                   | Evgheni Nedealco       | Mołdawia             |
| 16                   | Mitch Finesilver       | Izrael               |
| 17                   | Augusto Midana         | Gwinea Bissau        |
| 18                   | Zaur Efiendijew        | Serbia               |
| 19                   | Denys Pavlov           | Ukraina              |
| 20                   | Andrzej Sokalski       | Polska               |
| 21                   | Juan Peralta           | Chile                |
| 22                   | Jonathan Álvarez Díaz  | Hiszpania            |
| 23                   | Charles-André Afa      | Francja              |

| 79 kg (klasyfikacja) | 79 kg (klasyfikacja) | 79 kg (klasyfikacja) |
| Poz.                 | Zawodnik             | Reprezentacja        |
| -------------------- | -------------------- | -------------------- |
| 5                    | Gaurav Baliyan       | Indie                |
| 5                    | Achsarbiek Gułajew   | Słowacja             |
| 7                    | Rashad Yusifli       | Azerbejdżan          |
| 8                    | Alans Amirovs        | Łotwa                |
| 9                    | Arsałan Budażapow    | Kirgistan            |
| 10                   | Raszyd Kurbanow      | Uzbekistan           |
| 11                   | Csaba Vida           | Węgry                |
| 12                   | Maxim Vasilioglo     | Mołdawia             |
| 13                   | Arman Awakian        | Armenia              |
| 14                   | Eduard Tatarinov     | Niemcy               |
| 15                   | Mădălin Mînzală      | Rumunia              |
| 16                   | Ayoub Barraj         | Tunezja              |
| 17                   | Aron Caneva          | Włochy               |
| 18                   | Dzhemal Rushen Ali   | Bułgaria             |
| 19                   | Erik Reinbok         | Estonia              |

| 86 kg (klasyfikacja) | 86 kg (klasyfikacja)  | 86 kg (klasyfikacja) |
| Poz.                 | Zawodnik              | Reprezentacja        |
| -------------------- | --------------------- | -------------------- |
| 5                    | Deepak Punia          | Indie                |
| 5                    | Taimuraz Friev        | Hiszpania            |
| 7                    | Abubakr Abakarow      | Azerbejdżan          |
| 8                    | Uri Kalashnikov       | Izrael               |
| 9                    | Ivars Samušonoks      | Łotwa                |
| 10                   | Mraz Dzhafarian       | Ukraina              |
| 11                   | Rasuł Tichajew        | Białoruś             |
| 12                   | Boris Makojew         | Słowacja             |
| 13                   | Pool Ambrocio         | Peru                 |
| 14                   | Akhmed Magamaev       | Bułgaria             |
| 15                   | Howhannes Mychitarian | Armenia              |
| 16                   | Bedopassa Buassat     | Gwinea Bissau        |
| 17                   | Akhmed Aibuev         | Francja              |

| 92 kg (klasyfikacja) | 92 kg (klasyfikacja)      | 92 kg (klasyfikacja) |
| Poz.                 | Zawodnik                  | Reprezentacja        |
| -------------------- | ------------------------- | -------------------- |
| 5                    | Arkadzi Pahasian          | Białoruś             |
| 5                    | Gadżymurad Magomiedsaidow | Azerbejdżan          |
| 7                    | Alejandro Cañada          | Hiszpania            |
| 8                    | Ilja Matuhin              | Niemcy               |
| 9                    | Wasyl Sowa                | Ukraina              |
| 10                   | Mihai Palaghia            | Rumunia              |
| 11                   | Strahinja Despic          | Serbia               |

| 97 kg (klasyfikacja) | 97 kg (klasyfikacja) | 97 kg (klasyfikacja) |
| Poz.                 | Zawodnik             | Reprezentacja        |
| -------------------- | -------------------- | -------------------- |
| 5                    | Szamil Zubajrow      | Azerbejdżan          |
| 5                    | Wałerij Andrijcew    | Ukraina              |
| 7                    | Radosław Baran       | Polska               |
| 8                    | Ertugrul Agca        | Niemcy               |
| 9                    | Satyawart Kadian     | Indie                |
| 10                   | Şamhan Jabrailov     | Mołdawia             |
| 11                   | Abraham Conyedo      | Włochy               |
| 12                   | Michael Manea        | Rumunia              |

| 125 kg (klasyfikacja) | 125 kg (klasyfikacja)  | 125 kg (klasyfikacja) |
| Poz.                  | Zawodnik               | Reprezentacja         |
| --------------------- | ---------------------- | --------------------- |
| 5                     | Dżamaładdin Magomiedow | Azerbejdżan           |
| 5                     | Ołeksandr Chocianiwski | Ukraina               |
| 7                     | Egor Olar              | Mołdawia              |
| 8                     | Amarveer Dhesi         | Kanada                |
| 9                     | Sumit Kumar            | Indie                 |
| 10                    | Oktay Güngör           | Turcja                |
| 11                    | Catriel Muriel         | Argentyna             |
| 12                    | Islam Adizov           | Bułgaria              |
| 13                    | Hovhannes Maghakyan    | Armenia               |

### Kobiety

#### Styl wolny
| 50 kg (klasyfikacja) | 50 kg (klasyfikacja)  | 50 kg (klasyfikacja) |
| Poz.                 | Zawodnik              | Reprezentacja        |
| -------------------- | --------------------- | -------------------- |
| 5                    | Gloria Asca Vilcapoma | Peru                 |
| 5                    | Evin Demirhan         | Turcja               |
| 7                    | Anna Łukasiak         | Polska               |
| 8                    | Nirmala Devi          | Indie                |
| 9                    | Maria Leorda          | Mołdawia             |
| 10                   | Debora Ture           | Gwinea Bissau        |
| 11                   | Julie Sabatié         | Francja              |

| 53 kg (klasyfikacja) | 53 kg (klasyfikacja)    | 53 kg (klasyfikacja) |
| Poz.                 | Zawodnik                | Reprezentacja        |
| -------------------- | ----------------------- | -------------------- |
| 5                    | Zeynep Yetgil           | Turcja               |
| 5                    | Nina Hemmer             | Niemcy               |
| 7                    | Iulia Leorda            | Mołdawia             |
| 8                    | Sezen Bełberowa         | Bułgaria             |
| 9                    | Thalía Mallqui          | Peru                 |
| 10                   | Hilary Honorine         | Francja              |
| 11                   | Marina Rueda            | Hiszpania            |
| 12                   | Chrystyna-Zoriana Demko | Ukraina              |
| 13                   | Emanuela Liuzzi         | Włochy               |

| 55 kg (klasyfikacja) | 55 kg (klasyfikacja) | 55 kg (klasyfikacja) |
| Poz.                 | Zawodnik             | Reprezentacja        |
| -------------------- | -------------------- | -------------------- |
| 5                    | Pinki                | Indie                |
| 5                    | Mariana Draguțan     | Mołdawia             |
| 7                    | Tetiana Kit          | Ukraina              |
| 8                    | Bediha Gün           | Turcja               |

| 57 kg (klasyfikacja) | 57 kg (klasyfikacja) | 57 kg (klasyfikacja) |
| Poz.                 | Zawodnik             | Reprezentacja        |
| -------------------- | -------------------- | -------------------- |
| 5                    | Arianna Carieri      | Włochy               |
| 5                    | Alyona Kolesnik      | Azerbejdżan          |
| 7                    | Laura Mertens        | Niemcy               |
| 8                    | Patrycja Gil         | Polska               |
| 9                    | Ewelina Nikołowa     | Bułgaria             |
| 10                   | Nuraida Anarkułowa   | Kirgistan            |
| 11                   | Antonyna Kulahina    | Ukraina              |
| 12                   | Joseph Essombe       | Kamerun              |
| 13                   | María Báez           | Hiszpania            |

| 59 kg (klasyfikacja) | 59 kg (klasyfikacja) | 59 kg (klasyfikacja) |
| Poz.                 | Zawodnik             | Reprezentacja        |
| -------------------- | -------------------- | -------------------- |
| 5                    | Sandra Paruszewski   | Niemcy               |
| 5                    | Elif Yanık           | Turcja               |
| 7                    | Sarita               | Indie                |
| 8                    | Anna Fabian          | Serbia               |

| 62 kg (klasyfikacja) | 62 kg (klasyfikacja) | 62 kg (klasyfikacja) |
| Poz.                 | Zawodnik             | Reprezentacja        |
| -------------------- | -------------------- | -------------------- |
| 5                    | Luisa Niemesch       | Niemcy               |
| 5                    | Kriszta Incze        | Rumunia              |
| 7                    | Cansu Aksoy          | Turcja               |
| 8                    | Tetiana Omelczenko   | Azerbejdżan          |
| 9                    | Sonam Malik          | Indie                |
| 10                   | Aurora Campagna      | Włochy               |
| 11                   | Améline Douarre      | Francja              |
| 12                   | Anna Szél            | Węgry                |
| 13                   | Lydia Pérez          | Hiszpania            |

| 65 kg (klasyfikacja) | 65 kg (klasyfikacja) | 65 kg (klasyfikacja) |
| Poz.                 | Zawodnik             | Reprezentacja        |
| -------------------- | -------------------- | -------------------- |
| 5                    | Marija Kuzniecowa    | Rosja                |
| 5                    | Aslı Demir           | Turcja               |
| 7                    | Berthe Etane         | Kamerun              |
| 8                    | Debora Lawnitzak     | Niemcy               |
| 9                    | Fatoumata Camara     | Gwinea               |
| 10                   | Sakszi Malik         | Indie                |

| 68 kg (klasyfikacja) | 68 kg (klasyfikacja) | 68 kg (klasyfikacja) |
| Poz.                 | Zawodnik             | Reprezentacja        |
| -------------------- | -------------------- | -------------------- |
| 5                    | Hanna Sadczanka      | Białoruś             |
| 5                    | Sofia Georgiewa      | Bułgaria             |
| 7                    | Koumba Larroque      | Francja              |
| 8                    | Dalma Caneva         | Włochy               |
| 9                    | Nesrin Baş           | Turcja               |

| 72 kg (klasyfikacja) | 72 kg (klasyfikacja)    | 72 kg (klasyfikacja) |
| Poz.                 | Zawodnik                | Reprezentacja        |
| -------------------- | ----------------------- | -------------------- |
| 5                    | Jewgienija Zacharczenko | Rosja                |
| 5                    | Luz Clara Vázquez       | Argentyna            |
| 7                    | Gursharan Preet Kaur    | Indie                |
| 8                    | Janet Sobero            | Peru                 |
| 9                    | Maria Selmaier          | Niemcy               |

| 76 kg (klasyfikacja) | 76 kg (klasyfikacja) | 76 kg (klasyfikacja) |
| Poz.                 | Zawodnik             | Reprezentacja        |
| -------------------- | -------------------- | -------------------- |
| 5                    | Jekatierina Bukina   | Rosja                |
| 5                    | Danielle Lappage     | Kanada               |
| 7                    | Pauline Lecarpentier | Francja              |
| 8                    | Zsanett Németh       | Węgry                |
| 9                    | Cătălina Axente      | Rumunia              |
| 10                   | Anastasija Szustowa  | Ukraina              |
| 11                   | Mariya Oryashkova    | Bułgaria             |
| 12                   | Kiran                | Indie                |